# Docosia paradichroa
Docosia paradichroa är en tvåvingeart som beskrevs av Fisher 1937. Docosia paradichroa ingår i släktet Docosia och familjen svampmyggor.
Artens utbredningsområde är New York. Inga underarter finns listade i Catalogue of Life.